# Kundler Klamm
Kundler Klamm är en ravin i Österrike.   Den ligger i förbundslandet Tyrolen, i den västra delen av landet, 300 km väster om huvudstaden Wien. Kundl ligger 533 meter över havet.
Terrängen runt Kundler Klamm är varierad. Kundler Klamm ligger nere i en dal. Närmaste större samhälle är Kufstein, 19 km nordost om Kundler Klamm. 
I omgivningarna runt Kundler Klamm växer i huvudsak barrskog. Runt Kundler Klamm är det ganska tätbefolkat, med 96 invånare per kvadratkilometer.